# 富乐街道
富乐街道，是中华人民共和国四川省绵阳市游仙区下辖的一个乡镇级行政单位。

## 行政区划
富乐街道下辖以下地区：
仙人路社区、李杜祠社区、沈家坝东街社区和沈家坝北街社区。